# یاس‌آرک‌سالاش
یاس‌آرُک‌سالاش (به مجاری:  Jászárokszállás) یک منطقهٔ مسکونی در مجارستان است که در ناحیه یاسبرنی واقع شده و ۷۷٫۱۷ کیلومتر مربع مساحت و ۷٬۷۵۶ نفر جمعیت دارد.